# Sommer-Paralympics 2016/Paratriathlon
Bei den Sommer-Paralympics 2016 in Rio de Janeiro wurden zum ersten Mal in insgesamt sechs Wettbewerben im Paratriathlon Medaillen vergeben. Die Entscheidungen fielen am 10. und 11. September 2016 im Forte de Copacabana.

## Klassen
Bei den paralympischen Triathlonwettbewerben wurde zwischen drei Klassen je Geschlecht unterschieden, wobei die Klasse PT3 komplett entfielen.

### Männer
- PT1: Athleten mit mobilen Einschränkungen, die sie davon abhalten, sicher ein herkömmliches Fahrrad zu fahren. Sie benötigen ein Handbike und einen Rennrollstuhl.
- PT2: Athleten mit einem niedrigeren Behinderungsgrad als PT1-Athleten. Amputierte dürfen Prothesen oder andere Hilfsmittel während der Rad- und Lauf-Wettbewerbe benutzen.
- PT4: Athleten, die an Hypertonie, Ataxie oder ähnlichen neuromuskulären Krankheiten leiden. Sie dürfen Prothesen oder andere Hilfsmittel während der Rad- und Lauf-Wettbewerbe benutzen.

### Frauen
- PT2: Athletinnen mit einem niedrigeren Behinderungsgrad als PT1-Athletinnen. Amputierte dürfen Prothesen oder andere Hilfsmittel während der Rad- und Lauf-Wettbewerbe benutzen.
- PT4: Athletinnen, die an Hypertonie, Ataxie oder ähnlichen neuromuskulären Krankheiten leiden. Sie dürfen Prothesen oder andere Hilfsmittel während der Rad- und Lauf-Wettbewerbe benutzen.
- PT5: Blinde und schwer sehbehinderte Athletinnen. Sie fahren während des Rad-Wettbewerbs mit einem sehenden Partner, der demselben Geschlecht und derselben Nation angehört, auf einem Tandem. Diese Partner sind nicht in der Gesamtteilnehmerzahl inkludiert, können aber bei Erfolg trotzdem Medaillen gewinnen.

## Wettbewerbsmodus
Wie beim Triathlon für nichtbehinderte Sportler nahmen auch bei den Sommer-Paralympics alle Athleten an jedem der drei Wettbewerbe in einem Durchgang teil. Diese waren im Folgenden Schwimmen (750 m), Radfahren (20 km) und Laufen (5 km). Im Gegensatz zu anderen Wettbewerben gab es keine Qualifikationsphase, alle Events wurden als finale Entscheidungen gewertet. Jeder Teilnehmer startete in der ihm zugehörigen Klasse, es gab keine Vermischungen nach selbigen oder Geschlechtern.

## Qualifizierte Nationen
- Australien
- Brasilien
- Deutschland
- Finnland
- Frankreich
- Großbritannien
- Irland
- Italien
- Japan
- Kanada
- Marokko
- Mexiko
- Niederlande
- Schweden
- Spanien
- Ukraine
- Ungarn
- USA

### Deutsche Teilnehmer
- Martin Schulz (Männer PT4)
- Stefan Lösler (Männer PT2)

## Ergebnisse Männer

### PT1
| Platz | Land | Athlet           | Zeit (h) |
| ----- | ---- | ---------------- | -------- |
| 1     | NED  | Jetze Plat       | 0:59,31  |
| 2     | NED  | Geert Schipper   | 1:01,30  |
| 3     | ITA  | Giovanni Achenza | 1:01,45  |
| 4     | AUS  | Bill Chaffey     | 1:03,01  |
| 5     | USA  | Krige Schabort   | 1:03,15  |

Datum: 10. September 2016

### PT2
| Platz | Land | Athlet           | Zeit (h) |
| ----- | ---- | ---------------- | -------- |
| 1     | GBR  | Andrew Lewis     | 1:11,49  |
| 2     | ITA  | Michele Ferrarin | 1:12,30  |
| 3     | MAR  | Mohamed Lahna    | 1:12,35  |
| 4     | USA  | Mark Barr        | 1:12,51  |
| 5     | FRA  | Stephane Bahier  | 1:13,30  |

Datum: 10. September 2016

### PT4
| Platz | Land | Athlet             | Zeit (h) |
| ----- | ---- | ------------------ | -------- |
| 1     | GER  | Martin Schulz      | 1:02:37  |
| 2     | CAN  | Stefan Daniel      | 1:03:05  |
| 3     | ESP  | Jairo Ruiz Lopez   | 1:03:14  |
| 4     | USA  | Christopher Hammer | 1:03:43  |
| 5     | FRA  | Yannick Bourseaux  | 1:04:54  |

Datum: 10. September 2016

## Ergebnisse Frauen

### PT2
| Platz | Land | Athletin          | Zeit (h) |
| ----- | ---- | ----------------- | -------- |
| 1     | USA  | Allysa Seely      | 1:22,55  |
| 2     | USA  | Hailey Danisewicz | 1:23,43  |
| 3     | USA  | Melissa Stockwell | 1:25,24  |
| 4     | FIN  | Liisa Lilia       | 1:26,01  |
| 5     | FRA  | Elise Marc        | 1:28,27  |

Datum: 11. September 2016

### PT4
| Platz | Land | Athletin         | Zeit (h) |
| ----- | ---- | ---------------- | -------- |
| 1     | USA  | Grace Norman     | 1:10,39  |
| 2     | GBR  | Laureen Steadman | 1:11,43  |
| 3     | FRA  | Gwladys Lemoussu | 1:14,31  |
| 4     | GBR  | Faye McClelland  | 1:15,08  |
| 5     | AUS  | Kate Doughty     | 1:15,50  |

Datum: 11. September 2016

### PT5
| Platz | Land | Athletin                                       | Zeit (h) |
| ----- | ---- | ---------------------------------------------- | -------- |
| 1     | AUS  | Katie Kelly (mit Michellie Jones als Führerin) | 1:12,18  |
| 2     | GBR  | Alison Patrick                                 | 1:13,20  |
| 3     | GBR  | Melissa Reid                                   | 1:14,07  |
| 4     | USA  | Elizabeth Baker                                | 1:14,34  |
| 5     | ESP  | Susana Rodriguez Gacio                         | 1:15,29  |

Datum: 11. September 2016

## Medaillenspiegel Paratriathlon
| Medaillenspiegel Paratriathlon nach allen Entscheidungen | Medaillenspiegel Paratriathlon nach allen Entscheidungen | Medaillenspiegel Paratriathlon nach allen Entscheidungen | Medaillenspiegel Paratriathlon nach allen Entscheidungen | Medaillenspiegel Paratriathlon nach allen Entscheidungen | Medaillenspiegel Paratriathlon nach allen Entscheidungen |
| Platz                                                    | Land                                                     | Goldmedaille – Olympiasieger                             | Silbermedaille – 2. Platz                                | Bronzemedaille – 3. Platz                                | Gesamt                                                   |
| -------------------------------------------------------- | -------------------------------------------------------- | -------------------------------------------------------- | -------------------------------------------------------- | -------------------------------------------------------- | -------------------------------------------------------- |
| 01                                                       | Vereinigte Staaten                                       | 2                                                        | 1                                                        | 1                                                        | 4                                                        |
| 02                                                       | Großbritannien                                           | 1                                                        | 2                                                        | 1                                                        | 4                                                        |
| 03                                                       | Niederlande                                              | 1                                                        | 1                                                        | –                                                        | 2                                                        |
| 04                                                       | Australien                                               | 1                                                        | –                                                        | –                                                        | 1                                                        |
| 04                                                       | Deutschland                                              | 1                                                        | –                                                        | –                                                        | 1                                                        |
| 06                                                       | Italien                                                  | -                                                        | 1                                                        | 1                                                        | 2                                                        |
| 07                                                       | Kanada                                                   | -                                                        | 1                                                        | -                                                        | 1                                                        |
| 08                                                       | Spanien                                                  | -                                                        | -                                                        | 1                                                        | 1                                                        |
| 08                                                       | Frankreich                                               | -                                                        | -                                                        | 1                                                        | 1                                                        |
| 08                                                       | Marokko                                                  | -                                                        | -                                                        | 1                                                        | 1                                                        |